# Dani García (ur. 1990)
Dani García, właśc. Daniel García Carrillo (ur. 24 maja 1990 w Zumarradze) – hiszpański piłkarz występujący na pozycji pomocnika w hiszpańskim klubie Athletic Bilbao.